# Wallfahrtskirche Notre-Dame (Temniac)

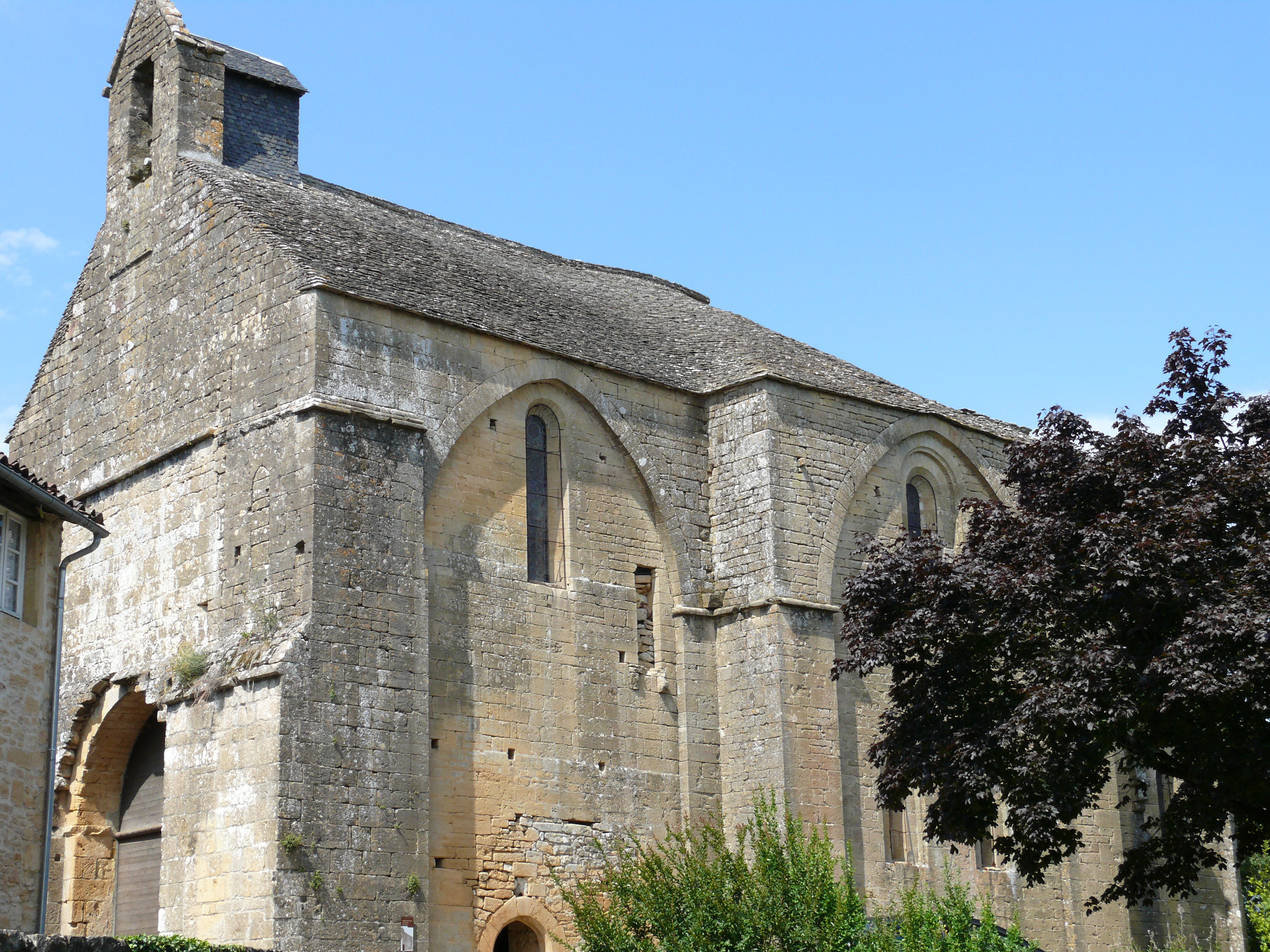
Wallfahrtskirche Notre-Dame de Temniac

Die Wallfahrtskirche Notre-Dame de Temniac ist eine kleine Kirche in einem Vorort der südfranzösischen Stadt Sarlat-la-Canéda im Département Dordogne (Region Nouvelle-Aquitaine). Seit dem Jahr 1920 ist die Kirche als Monument historique eingestuft.

## Lage
Die Kirche Notre-Dame liegt auf einem Hügel etwa drei Kilometer (Fahrtstrecke) nördlich des Stadtzentrums von Sarlat-la-Canéda.

## Baugeschichte
Näheres zur Baugeschichte des kleinen Kirchenbaus ist nicht bekannt. Man kann jedoch davon ausgehen, das der Bau im 12. Jahrhundert – vielleicht als Burgkapelle – entstanden ist. Während der Pestepidemie des Jahres 1688 pilgerten die Bewohner von Sarlat und Umgebung nach Temniac zu einer – als hilfreich verehrten – Statue der Muttergottes. Die Wallfahrt wurde in der Folgezeit alljährlich am Ostermontag wiederholt.

## Architektur

### Außenbau
Mit seinem mächtigen Strebepfeilern und hochliegenden Fenstern erinnert der – abgesehen von einigen Blendarkaden – nahezu schmucklose Außenbau der Kirche an eine Wehrkirche (vgl. die ehemaligen Abteikirchen Saint-Nicolas de Trémolat und Saint-Martial in Paunat). Lediglich das große Portal und die seitlichen Blendarkaden weisen in eine andere Richtung. Die Kirche hat einen einfachen steinernen Glockengiebel mit einer anschließenden kleinen überdachten Glockenstube. Alle Dachflächen sind mit dünnen Steinplatten (lauzes) gedeckt – ein Material, welches in früheren Zeiten häufiger Verwendung fand, heutzutage jedoch wegen der hohen Handwerkerkosten nur noch selten zu sehen ist.

### Inneres

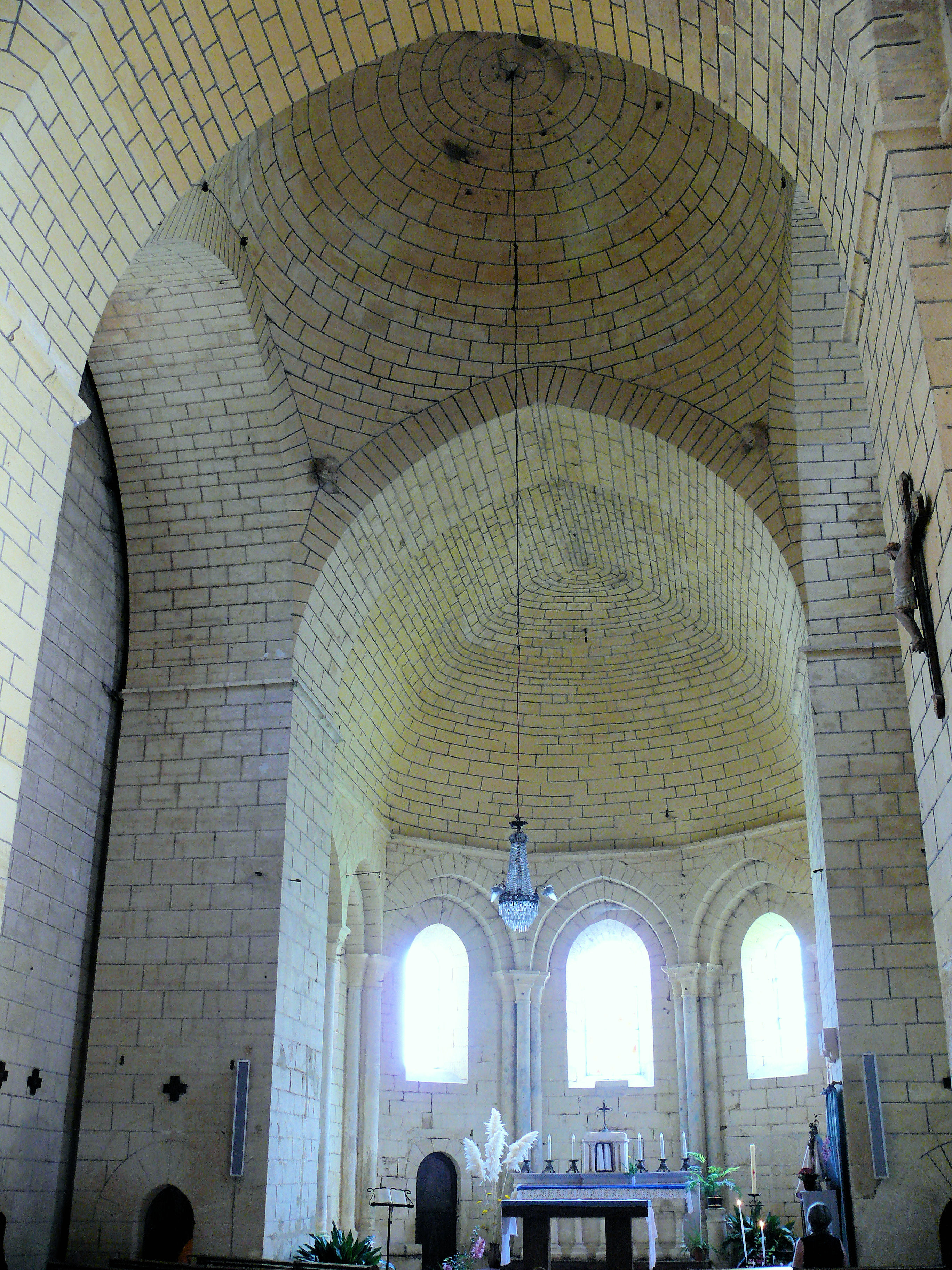
Inneres der Wallfahrtskirche Notre-Dame de Temniac

Auch im Inneren zeigt die einschiffige Kirche keinerlei Baudekor; das aus hellem Kalkstein bestehende Mauerwerk ist dagegen so außergewöhnlich gut gefügt, dass auf bauliche Schmuckelemente wie Kapitelle verzichtet werden konnte.
Die beiden Joche des Langhauses sind von Kuppeln überwölbt, wie es im Périgord häufiger vorkommt. Pendentifs und Kuppelrund bilden eine übergangslose Einheit. Das zweite Langhausjoch ist gegenüber dem ersten bzw. dem Chor leicht verbreitert, so dass man beinahe von einer Vierung sprechen kann. Von dort führen zwei seitliche Treppen in die unter dem Chor liegende Krypta.
Die leicht erhöht liegende Chorapsis beeindruckt durch ihren polygonalen 3/8-Schluss mit großen Fenstern, die von doppelten Arkadenbögen überfangen werden, die auf – der Wand vorgestellten – schlanken Säulen aufruhen. Die Korbkapitelle sind ungeschmückt. Die Chorapsis schließt nach oben mit einem wohlgefügten Gewölbe ab.

### Krypta
Die Krypta besteht aus zwei Räumen – einem Vorraum mit einem mächtigen unprofilierten Rippengewölbe und einem kleinen erhöhten Altarraum mit einem Ostfenster. Im Vorraum steht eine als hilfreich verehrte Muttergottesstatue aus Holz.

## Umgebung
In unmittelbarer Nachbarschaft zur Kirche stehen die Ruinen des Château de Temniac, eine Burg von welcher lediglich ein Rundturm in gutem Zustand erhalten ist.